# Стефані Балдуччіні
Стефані Балдуччіні (порт. Stephanie Balduccini, 20 вересня 2004) — бразильська спортсменка.
Учасниця Олімпійських Ігор 2020 року, де в естафеті 4x100 метрів вільним стилем та змішаній естафеті 4x100 метрів комплексом її збірна посіла, відповідно, 12-те і 14-те місця й не потрапила до фіналів.